# Roll Bounce
Roll Bounce ist ein US-amerikanischer Drama des Regisseurs Malcolm D. Lee aus dem Jahr 2005.

## Handlung
1978: Xavier Smith (oder kurz „X“) ist der König der Rollschuhläufer im Süden Chicagos. Er verbringt mit seinen Freunden sehr viel Zeit auf der Palisades Gardens-Rollschuhbahn. Als die Halle, in der sie sich befindet, geschlossen wird, stehen die Freunde stehen ohne Trainingsmöglichkeit da. Ihnen bleibt nur eine Bahn im Norden der Stadt, auf der sich wohlerzogene Jungs und sehr attraktive Mädchen in Miniröcken aufhalten. Da die Clique am jährlichen Sweetwater-Roller-Jam-Wettbewerb teilnehmen möchte, kommt es zu Auseinandersetzungen.

## Kritik
„Regisseur Malcolm D. Lee, Cousin von Spike Lee, drehte hier eine Hommage an eine längst verflossene Zeit, die Zeit des "Saturday Night Fevers", als die Jugend in den ausgehenden Siebzigerjahren zur Musik der Bee Gees tanzte und feierte. Der 1970 geborene Lee dürfte dies als kleiner Junge nur am Rande miterlebt haben, umso erstaunlicher, wie präzise er die damalige farbige Rollschuhszene einfängt, mit ihren Schlaghosen, Plateau-Schuhen, Stirnbändern, Polyester-Overalls und vieles mehr. Technischen Rat für die virtuosen Rollschuhszenen holte sich Lee von keinem Geringerem als Bill Butler, bekannt als "Der Pate der Roller-Disco", der seinerzeit einen neuen, vom Tanz beeinflussten Stil des Rollschuhlaufens, den "Brooklyn Bounce" kreiierte.“